# Винченцо Капирола
Винченцо Капирола (1474 — после 1548) — итальянский композитор, лютнист. Лютневая книга Капиролы считается одним из самых важных источников лютневой музыки раннего 16-го века.

## Биография и творчество
Капирола принадлежал к представителям дворянства. Он родился в Брешиа и, видимо, жил там, хотя некоторое время жизни провёл в Венеции. Возможно, что Капирола был тем не названным по имени лютнистом, что посетил двор английского короля Генриха VIII в 1515 году. На то, что Каприола путешествовал может указывать и влияние на него французской музыки.
 Капирола писал как инструментальные, так и вокальные произведения, и возможно, был связан с церковью в течение своей жизни. Ранние ричеркары Капиролы отличались краткостью и носили импровизационный характер. Инструментальные фрагменты сменяются здесь разделами вокального характера. Для VI ричеркара характерна секвенционность. По словам Отто Гомбоши, Каприола был необычайно оригинальным, ищущим беспокойные звучания музыкантом.

## Лютневая книга Капиролы
Книга имеет название «Сочинения мессира Винченцо Капиролы»(«Compositione di meser Vincenzo Capirola»). Она составлена в 1515-1520 гг. или ок.1517 года учеником Винченцо по имени Видал и включает в себя произведения не только Капиролы, но и других авторов. Одни вещи доступны для начинающих, другие требуют виртуозного мастерства.
 Лютневая книга Капиролы является самым ранним известным источником сведений об исполнительской технике и орнаментике. Так, знаки, на которые приходится украшение (короткая трель или мордент), отмечены в табулатуре красными точками. Здесь же встречаются первые известные обозначения легато и нон легато, а также динамики. В дополнение к музыке, лютневая книга Капиролы содержит предисловие, являющееся важным источником по технике игры на лютне, орнаментике и нотации раннего 16-го века. Книга имеет красочные иллюстрации.